# Rolf Danneberg
Rolf Danneberg (Hamburgo, Alemania, 1 de marzo de 1953) es un atleta alemán retirado, especializado en la prueba de lanzamiento de disco en la que, representando a la República Federal Alemana, llegó a ser campeón olímpico en 1984.

## Carrera deportiva
En las Olimpiadas de Los Ángeles 1984 ganó la medalla de oro en el lanzamiento de disco, llegando hasta los 66.60 metros, superando a los estadounidenses Mac Wilkins y John Powell.
Cuatro años después, en los JJ. OO. de Seúl 1988 ganó la medalla de bronce en el lanzamiento de disco, con una marca de 67.38 metros, tras Jürgen Schult (oro) de Alemania del Este, y el soviético Romas Ubartas (plata).